# Фреснильо (муниципалитет)
Фреснильо (исп. Fresnillo) — город и муниципалитет в Мексике, входит в штат Сакатекас.